# Mistrzostwa Europy w Lekkoatletyce 1954 – bieg na 5000 m mężczyzn

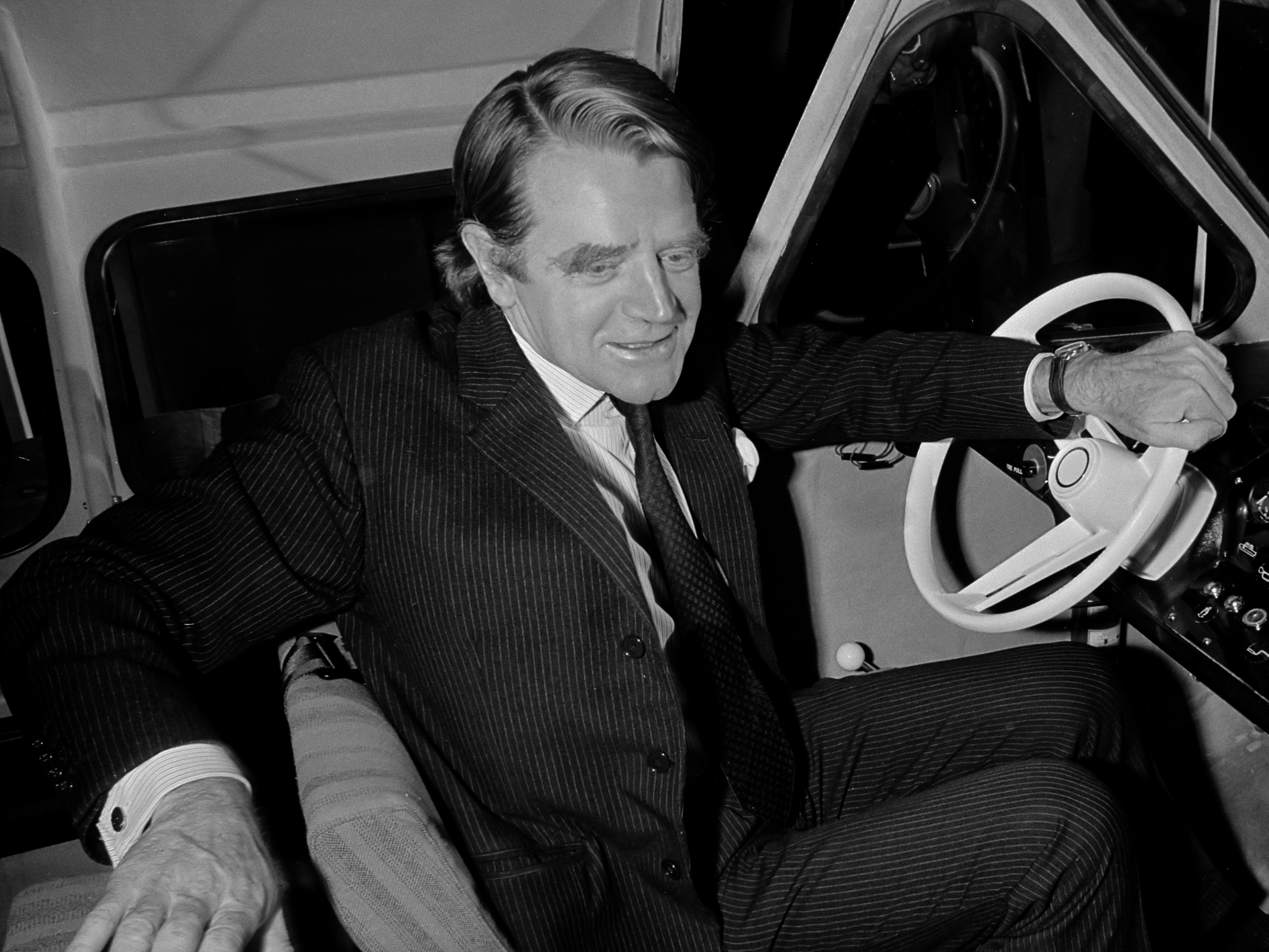
Christopher Chataway w 1972

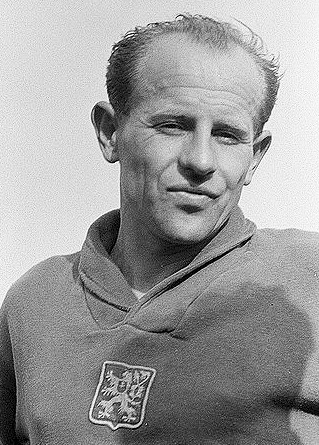
Emil Zátopek

Bieg na dystansie 5000 metrów mężczyzn był jedną z konkurencji rozgrywanych podczas V Mistrzostw Europy w Bernie. Biegi eliminacyjne zostały rozegrane 26 sierpnia, a bieg finałowy 29 sierpnia 1954 roku. Zwycięzcą tej konkurencji został reprezentant ZSRR Wołodymyr Kuc. W rywalizacji wzięło udział dwudziestu ośmiu zawodników z dziewiętnastu reprezentacji.

## Rekordy
| Rekord świata     | Emil Zátopek (CSK) | 13:57,2 | Colombes, Francja | 30.05.1954 |
| Rekord Europy     | Emil Zátopek (CSK) | 13:57,2 | Colombes, Francja | 30.05.1954 |
| Rekord mistrzostw | Emil Zátopek (CSK) | 14:03,0 | Bruksela, Belgia  | 26.08.1950 |

## Wyniki

### Eliminacje
Bieg 1
| Miejsce | Zawodnik            | Czas    | Uwagi |
| ------- | ------------------- | ------- | ----- |
| 1       | Frans Herman        | 14:42,8 | Q     |
| 2       | Fred Green          | 14:42,8 | Q     |
| 3       | Władimir Okorokow   | 14:43,0 | Q     |
| 4       | Sándor Garay        | 14:43,6 | Q     |
| 5       | Øistein Saksvik     | 14:44,0 | Q     |
| 6       | Władysław Płonka    | 14:47,0 |       |
| 7       | Osman Coşgül        | 14:51,0 |       |
| 8       | Rudolf Morgenthaler | 14:54,8 |       |
| 9       | Dimityr Waczkow     | 14:59,4 |       |

Bieg 2
| Miejsce | Zawodnik         | Czas    | Uwagi |
| ------- | ---------------- | ------- | ----- |
| 1       | Wołodymyr Kuc    | 14:18,8 | Q     |
| 2       | Herbert Schade   | 14:23,8 | Q     |
| 3       | Lucien Hanswijck | 14:29,2 | Q     |
| 4       | Urho Julin       | 14:36,2 | Q     |
| 5       | Emil Zátopek     | 14:36,2 | Q     |
| 6       | Pierre Page      | 14:37,4 | NR    |
| 7       | Karl Lundh       | 14:42,4 |       |
| 8       | Antonio Amorós   | 15:28,6 |       |
| –       | Henri Laethier   | DNF     |       |
| –       | Cahit Önel       | DNF     |       |

Bieg 3
| Miejsce | Zawodnik             | Czas    | Uwagi |
| ------- | -------------------- | ------- | ----- |
| 1       | Alojzy Graj          | 14:38,4 | Q     |
| 2       | József Kovács        | 14:38,6 | Q     |
| 3       | Christopher Chataway | 14:40,0 | Q     |
| 4       | Rolf Haikkola        | 14:40,0 | Q     |
| 5       | Heinz Laufer         | 14:42,0 | Q     |
| 6       | Kurt Rötzer          | 14:46,2 |       |
| 7       | Drago Štritof        | 14:48,4 |       |
| 8       | Manuel Faria         | 14:55,8 | NR    |
| 9       | Helmut Becker        | 15:21,8 |       |

### Finał
| Miejsce | Zawodnik             | Czas    | Uwagi |
| ------- | -------------------- | ------- | ----- |
| 1       | Wołodymyr Kuc        | 13:56,6 | WR    |
| 2       | Christopher Chataway | 14:08,8 |       |
| 3       | Emil Zátopek         | 14:10,2 |       |
| 4       | Władimir Okorokow    | 14:20,0 |       |
| 5       | Lucien Hanswijck     | 14:25,6 |       |
| 6       | Frans Herman         | 14:31,4 |       |
| 7       | Øistein Saksvik      | 14:32,2 |       |
| 8       | Urho Julin           | 14:32,4 |       |
| 9       | Sándor Garay         | 14:44,6 |       |
| 10      | Alojzy Graj          | 14:48,6 |       |
| 11      | Rolf Haikkola        | 15:22,8 |       |
| –       | Fred Green           | DNF     |       |
| –       | József Kovács        | DNF     |       |
| –       | Heinz Laufer         | DNF     |       |
| –       | Herbert Schade       | DNF     |       |